# 魔法龍帕夫
《魔法龍帕夫》（Puff, the Magic Dragon）是一首由倫納德·利普頓（Leonard Lipton）及彼得·耶羅（Peter Yarrow）填詞的歌曲，並由彼得、保羅和瑪麗組合原唱、於1963年錄製發行。歌曲發行後被廣為流傳，尤其在美國及英國知名度最高。

## 歌詞
這首歌曲的歌詞是基於一名當時19歲、正就讀於康乃爾大學的利普頓所作的一首詩歌。他是由美國詩人奧頓·那許（Ogden Nash）一首所創作的詩歌《Custard the Dragon》獲得靈感。他創作完自己的那首詩歌後，便把它交給他的朋友、同樣就讀於康乃爾大學的耶羅，後者將這首詩改編為歌曲，並將更多的內容放在其歌詞中 。
這首歌的歌詞是一個關於一隻長生不老的龍「Puff」跟他的玩伴小男孩「Jackie Paper」的小故事。故事是說Jackie Paper小時候整天跟Puff玩耍，但魔法龍長生不老，小男孩卻會長大，Jackie長大後再也沒有來找Puff玩，令Puff生活在孤獨和沮喪之中。故事的場景設定於一個名叫「Honalee」的虛構小島，由利普頓取名。

## 爭議
亦有說歌詞其實講述吸毒的情景，「puff」可以解作「吸入」，「the magic dragon」意思是大麻烟卷或用纸卷吸可卡因，亦即是香港俚語裡的「追龍」。1964年新闻周刊曾报道此事。而作者彼得、保羅和瑪麗均坚称此歌曲没有要影射吸毒的意思。

## 影响
- 美国产的AC-47空中炮艇也被昵称为“Puff, the Magic Dragon”。
- 一款俗称Puff的代理软件其全名为“Puff, the Magic Dragon”，主界面即为一条青龙。
- 電影《拜見岳父大人》（台譯《門當父不對》）中，罗伯特·德尼罗飾演的岳父是彼得、保羅和瑪麗組合的歌迷，在車上播放魔法龍帕夫歌曲時，本·斯蒂勒飾演的女婿提起歌詞與吸毒有關的爭議，導致岳父大為不滿，引發翁婿口角。
- 遊戲Melvor Idle中，玩家執行鍛造技能時有機率發現的寵物，龍寶寶噗芙，即以此為名。
- SpaceX创始人埃隆马斯克表示，SpaceX旗下的龙飞船得名于“Puff, the Magic Dragon”[2]。

## 外部連結
- Urban Legends Reference Page which disputes the drug-reference interpretation.
- Cartoon Adaptation （页面存档备份，存于）
- Story of the cartoon adaptation （页面存档备份，存于）